# گرت اینسورث
گرت اینسورث (انگلیسی: Gareth Ainsworth؛ زادهٔ ۱۰ مهٔ ۱۹۷۳) بازیکن فوتبال اهل بریتانیا است.
از باشگاه‌هایی که در آن بازی کرده‌است می‌توان به باشگاه فوتبال کمبریج یونایتد، باشگاه فوتبال پرستون نورث اند، باشگاه فوتبال کویینز پارک رنجرز، باشگاه فوتبال والسال، باشگاه فوتبال بلکبرن روورز، باشگاه فوتبال لینکولن سیتی، باشگاه فوتبال ویمبلدون، باشگاه فوتبال نورتویچ ویکتوریا، باشگاه فوتبال پورت ویل، باشگاه فوتبال وایکام واندررز، و باشگاه فوتبال کاردیف سیتی اشاره کرد.